# Felsted Sogn
Felsted Sogn er et sogn i Aabenraa Provsti (Haderslev Stift).
Felsted Sogn hørte til Lundtoft Herred i Aabenraa Amt. Felsted sognekommune blev ved kommunalreformen i 1970 indlemmet i Lundtoft Kommune, der ved strukturreformen i 2007 indgik i Aabenraa Kommune.
I Felsted Sogn ligger Felsted Kirke.
I sognet findes følgende autoriserede stednavne:
- Bøgholm (bebyggelse)
- Eskær Bæk (vandareal)
- Felsted (bebyggelse, ejerlav)
- Felsted Mark (bebyggelse)
- Felstedskov (bebyggelse, ejerlav)
- Gammel Skovbøl (bebyggelse)
- Grønbæk (bebyggelse)
- Grøngrøft (bebyggelse, ejerlav)
- Hesselholt (bebyggelse)
- Højbjerg (bebyggelse)
- Kalkær (bebyggelse)
- Kiding (bebyggelse)
- Kiding Østermark (bebyggelse)
- Kidinglund (bebyggelse)
- Kidingmark (bebyggelse)
- Køling (bebyggelse) (bebyggelse)
- Mariemark (bebyggelse)
- Ny Skovbøl (bebyggelse)
- Nørballe (bebyggelse)
- Skovbølgård (ejerlav, landbrugsejendom)
- Skovbølgårds Mark (bebyggelse)
- Skovbølmark (bebyggelse)
- Slyngsten (bebyggelse)
- Spang (bebyggelse)
- Stenneskær (bebyggelse)
- Stensvang (bebyggelse)
- Strandgade (bebyggelse)
- Svejrup (bebyggelse, ejerlav)
- Syvmandsskov (areal)
- Tastebjerg (areal)
- Tornhøj (bebyggelse)
- Tråsbøl (bebyggelse, ejerlav)
- Tråsbøl Mark (bebyggelse)
- Tumbøl (bebyggelse, ejerlav)
- Tumbøl Mark (bebyggelse)
- Tumbøl Mose (bebyggelse)
- Tumbøl Søndermark (bebyggelse)
- Vælkær (bebyggelse)

## Afstemningsresultat
Folkeafstemningen ved Genforeningen i 1920 gav i Felsted Sogn 1.108 stemmer for Danmark, 106 for Tyskland. Af vælgerne var 118 tilrejst fra Danmark, 81 fra Tyskland.